# Pjotr Atojan Stadion
A Központi stadion (oroszul: Стадион имени Петра Атояна) egy különböző sportesemények megrendezésére alkalmas létesítmény Oralban, Kazahsztánban. Jelenleg az Akzsajik labdarúgócsapata játssza itt hazai mérkőzéseit.
A pálya felülete fű, 8 320 néző befogadására alkalmas, a játéktér futópályával kerített. A stadion eredményjelzővel és saját megvilágítással rendelkezik. A két oldalvonal mentén ülőhelyekkel felszerelt lelátó helyezkedik el.
A stadiont Oral város díszpolgáráról, Pjotr Atojanról nevezték el.